# 자이스 플라나
자이스 플라나(Zeiss Planar)는 칼 자이스의 폴 루돌프가 1896년 디자인한 사진 렌즈이다. 루돌프의 원래 디자인은 6매의 대칭적 형태를 하고 있다. 
매우 초기의 렌즈는 렌즈 사이의 공간이 많아 렌즈 플레어 현상을 겪었다. 렌즈 코팅 기술이 도입되기 전에, 4매의 테사 렌즈는 더 우수한 콘트라스트로 선호되었다. 1950년대 효과적인 반사 방지 렌즈 코팅이 가능해지면서, 더욱 향상된 플레어 방지 기능을 가진 코팅된 플라나 렌즈가 생산되었다. 

## 같이 보기
- 조나
- 테사